# Socias (telenovela, 2013)
Socias est une telenovela chilienne diffusée depuis 3 juin 2013 sur TVN.

## Acteurs et personnages

### Acteurs principaux
- María Elena Swett : Inés Ventura
- Paola Volpato : Monserrat Silva
- Elisa Zulueta : Dolores Montt
- Gonzalo Valenzuela : Álvaro Cárdenas
- Mauricio Pesutic : Ricardo Ossandón
- Marcelo Alonso : Federico Ibáñez
- Álvaro Morales : Pablo Ventura
- Delfina Guzmán : Mercedes Valdés
- Carmen Gloria Bresky : Catalina Díaz
- Mayte Rodríguez : Antonia del Solar
- Nicolás Oyarzún : Mariano Rivas
- Diego Ruiz : Germán Ossandón
- Julio Jung Jr. : Octavio Acuña
- Otilio Castro : Julito
- Jacqueline Boudon : Elvira
- Sebastián Contreras : Cristóbal Solé
- Antonia Zilleruelo : Valentina Acuña
- Pascal Montero : Mateo Ibáñez
- María Elisa Vial : Sofía Ventura

### Participations spéciales
- Rodrigo Bastidas : Padre O'Connor
- Marina Salcedo : Laurita
- Elvis Fuentes
- Andrea Zuckermann : Miss Cristina
- Paulo Rojas : Dr. García

## Diffusion internationale
| Pays ou Région  | Chaîne   | Titre  | Première diffusion |
| --------------- | -------- | ------ | ------------------ |
| Chili           | TVN      | Socias | 3 juin 2013        |
| États-Unis      | TV Chile | Socias |                    |
| Canada          | TV Chile | Socias |                    |
| Amérique latine | TV Chile | Socias |                    |
| Europe          | TV Chile | Socias |                    |
| Australie       | TV Chile | Socias |                    |

## Autres versions
- Socias (Canal 13, 2008-2009)

### Sources
- (es) Cet article est partiellement ou en totalité issu de l’article de Wikipédia en espagnol intitulé « Socias (telenovela chilena) » (voir la liste des auteurs).